# ASU-57
L'ASU-57 (en russe : Авиадесантная самоходная установка, АСУ-57, Aviadesantnaïa Samokhodnaïa Oustanovka, ASOu-57 – monture automotrice aéroportée) est un canon d'assaut soviétique, petit et léger, il est conçu pour les forces aéroportées. Durant les années 1960, il est progressivement remplacé par l'ASU-85.

## Développement

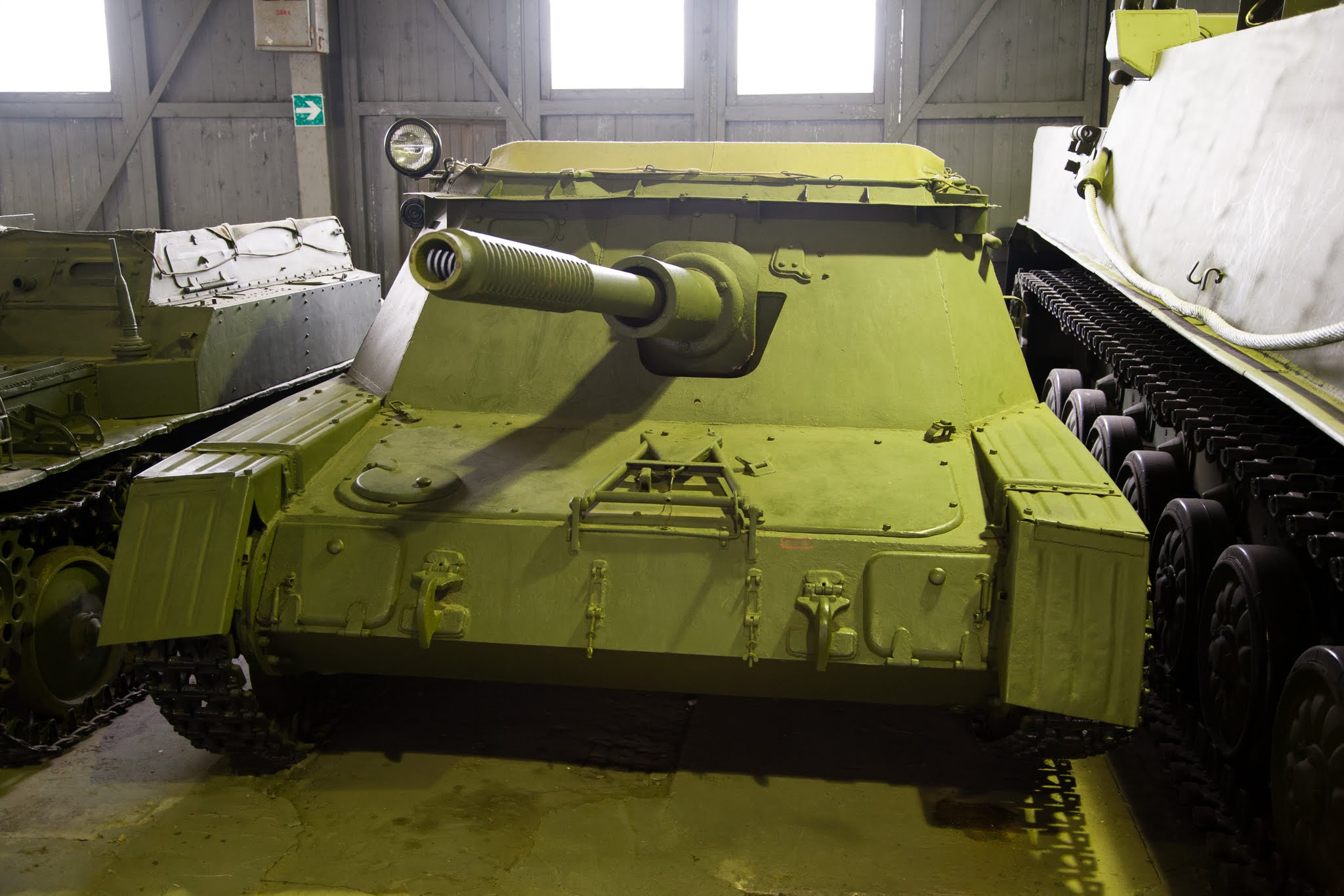
ASU-76 au musée des Blindés de Koubinka.

La mission de développer un un canon d'assaut léger pour les troupes aéroportées avec un canon de 57 mm ou de 76 mm a été donné au bureau de design d'Astrov (OKB-40) à Mytishchi et Kravtsev à Moscou. L'OKB-40 de Nikolaj Astrov a designé l'ASU-76, basé sur le char léger T-70 et le canon d'assaut SU-76, et armé d'un nouveau canon de 76 mm D-56T. Même avec un blindage de seulement 3 mm l'ASU-76 était trop lourd et le projet fut annulé. L'équipe d'Anatoly Kravtsev produisit le K-73, similaire mais amphibie et avec un canon anti-char de 57 mm Ch-51 et encore moins blindé que l'ASU-76, ce projet fut également abandonné.
En 1949, Astrov reçut l'ordre de continuer son projet mais avec une masse réduite et avec un canon Ch-51 à la place du D-56T. le nouveau Ob.572 fut développé avec le chassis AT-P. Après avoir passé successivement les différentes phases de test, il fut adopté pour la production en série à partir de 1951 sous le nom ASU-57.

## Conception

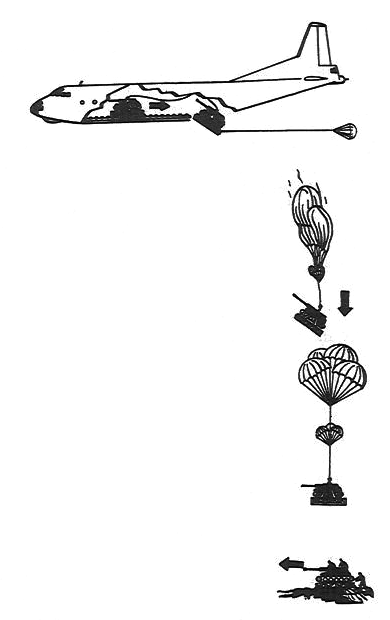
le parachutage d'un ASU-57 depuis un Antonov An-12.

### Armement
L'ASU-57 a été devait être un canon d'assaut léger qui pourrait être parachuté avec ses servants depuis un An-12, l'avion-cargo standard de l'armée soviétique à cette époque. Ce blindé est donc légèrement blindé et armé avec un canon de 57 mm Ch-51, développé à partir du ZIS-2 mais en partie similaire au Ch-26. À partir de 1955, le Ch-51 est remplacé par sa version modernisée, le Ch-51M, ce canon ayant un frein de bouche beaucoup plus court. Ces canons utilisaient des munitions de calibre 57x480R du ZIS-2 comme les BR-271 et les O-271U, il en transportait 30, stockés dans trois racks situés à l'arrière du véhicule à portée du chargeur, assis dos à dos avec le conducteur. L'ASU-57 pouvait aussi être équipé d'une mitrailleuse DTM de 7,62 mm avec 2 500 cartouches ou  de 12,7 mm.

### Mobilité
Le moteur M-20E4 de l'ASU-57 provient de la voiture GAZ Pobieda avec une puissance de 50 ch et situé à l'avant droite, derrière la transmission qui est reliée   aux deux barbotin entrainant les chenilles retenues par 4 galets porteurs cerclés de caoutchouc de chaque côtés, la dernière servant de roue folle. Le véhicule pouvait atteindre une vitesse de 45 km/h et avait une autonomie de 250 km.

### Blindage
Designé pour être aussi léger que possible, l'ASU-57 a un blindage très limité sous la forme de plaques d'acier rivetées ou soudées, d'une épaisseur maximale de 6 mm en frontal. Le blindage était uniquement destiné à résister aux balles de fusils tirées par l'infanterie et ne résiste pas à des mitrailleuses lourdes comme la Browning M2 de 12,7 mm. Le dessus du véhicule était ouvert et donc l'équipage était complètement exposé aux éléments et aux attaques ennemies comme les grenades. Si l'équipage se lève dans le char, leur tête est visible depuis l'extérieur. L'ASU-57 devait donc utiliser sa petite taille et sa mobilité pour éviter les tirs ennemis.

## Histoire opérationnelle

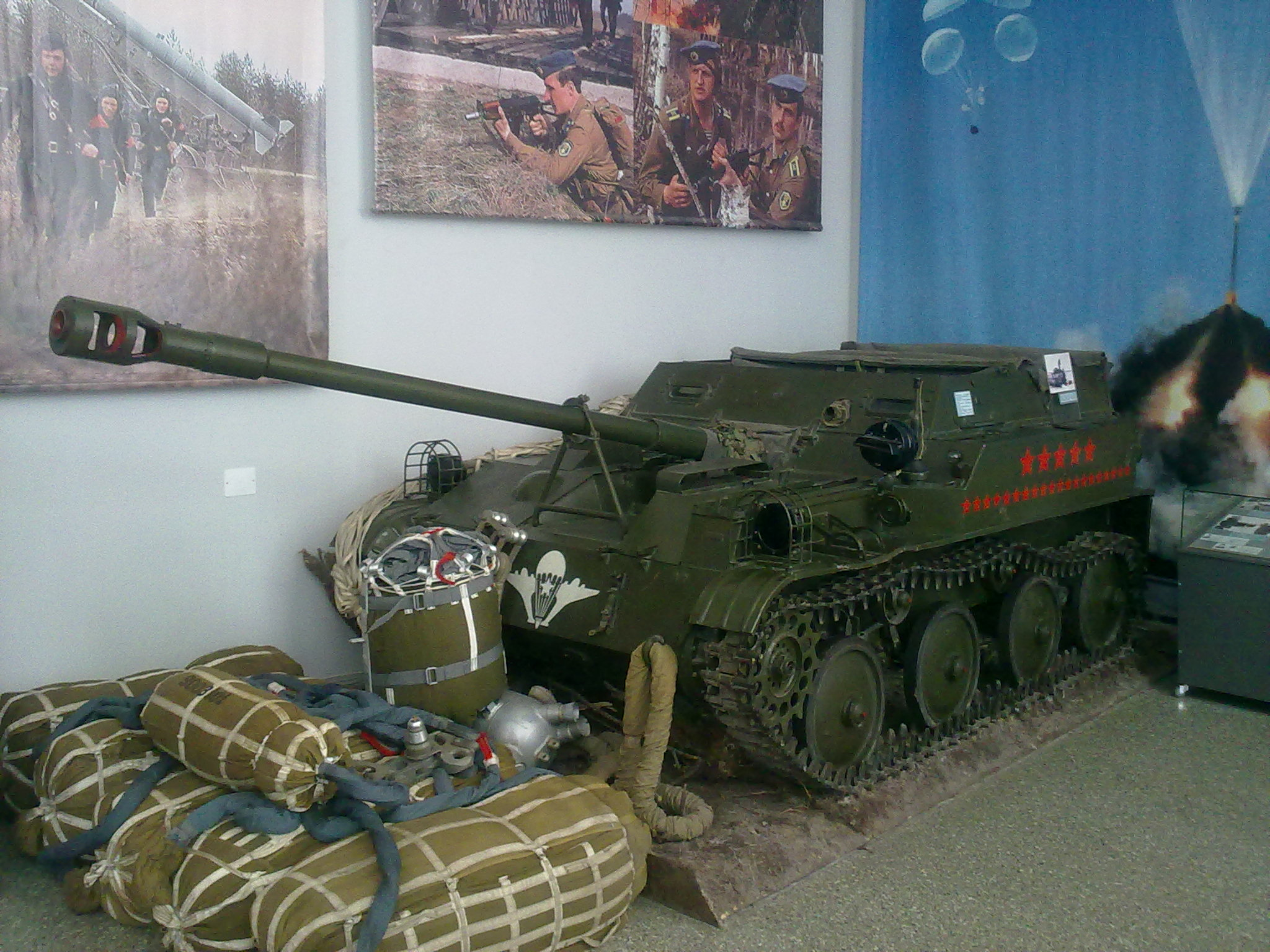
ASU-57 avec son matériel de parachutage

L'ASU-57 était un véhicule efficace qui a eu un service d'une vingtaine d'année dans les divisions aéroportées soviétiques avant d'être remplacé par l'ASU-85. Chaque division était équipée de 54 de ces chars. Le faible blindage était un des défauts du véhicule était le blindage qui n'apportait qu'une faible protection pour l'équipage. l'ASU-57 était néanmoins un bon appui pour les divisions aéroportées, faiblement armées.
Chaque véhicule était équipé d'une radio 10RT-12 et d'un système d'interphone TPU-47. À partir de 1961, ces modèles sont respectivement remplacés par les R-113 et R-120 et une vision nocturne TVN-2 est ajoutée pour le pilote.

### En URSS
L'ASU-57 est le premier projet de char aéroporté soviétique à aboutir sur une production en série après les différents échecs depuis les années 1930. Lorsque l'ASU-57 fut adopté, chaque division aéroportée en reçu 54 mais au début des années 1960, seulement 245 étaient en service. Il fut réalisé que l'armement principal était largement dépassé face au Canon sans recul M40 de l'OTAN.    
Le premier déploiement majeur de l'ASU-57 fut durant un exercice appelé Dniepr en 1967 par la 76e division aéroportée. L'année suivante, en 1968, les ASU-57 furent utilisés pour la première fois au combat durant l'invasion de la Tchécoslovaquie par le pacte de Varsovie. En URSS, l'ASU-57 fut graduellement replacé par l'ASU-85 qui avait une casemate complètement fermée et surtout un canon de 85 mm largement supérieur.

### A l'étranger
20 ASU-57 furent mis en service dans l'armée Est-allemande, 200 furent offerts à la Corée du Nord. Des ASU-57 furent aussi livrés à l'Égypte et utilisés durant la Guerre des Six Jours contre Israël. L'Éthiopie en reçut plusieurs dizaines, où ils participèrent à la Guerre de l'Ogaden contre la Somalie, en novembre 1977 où ils furent utilisés en combat autour de Areka et Djidjiga, plusieurs ASU-57 furent déposés par des hélicoptères Mi-6 derrière les lignes Somaliennes.

## Variantes

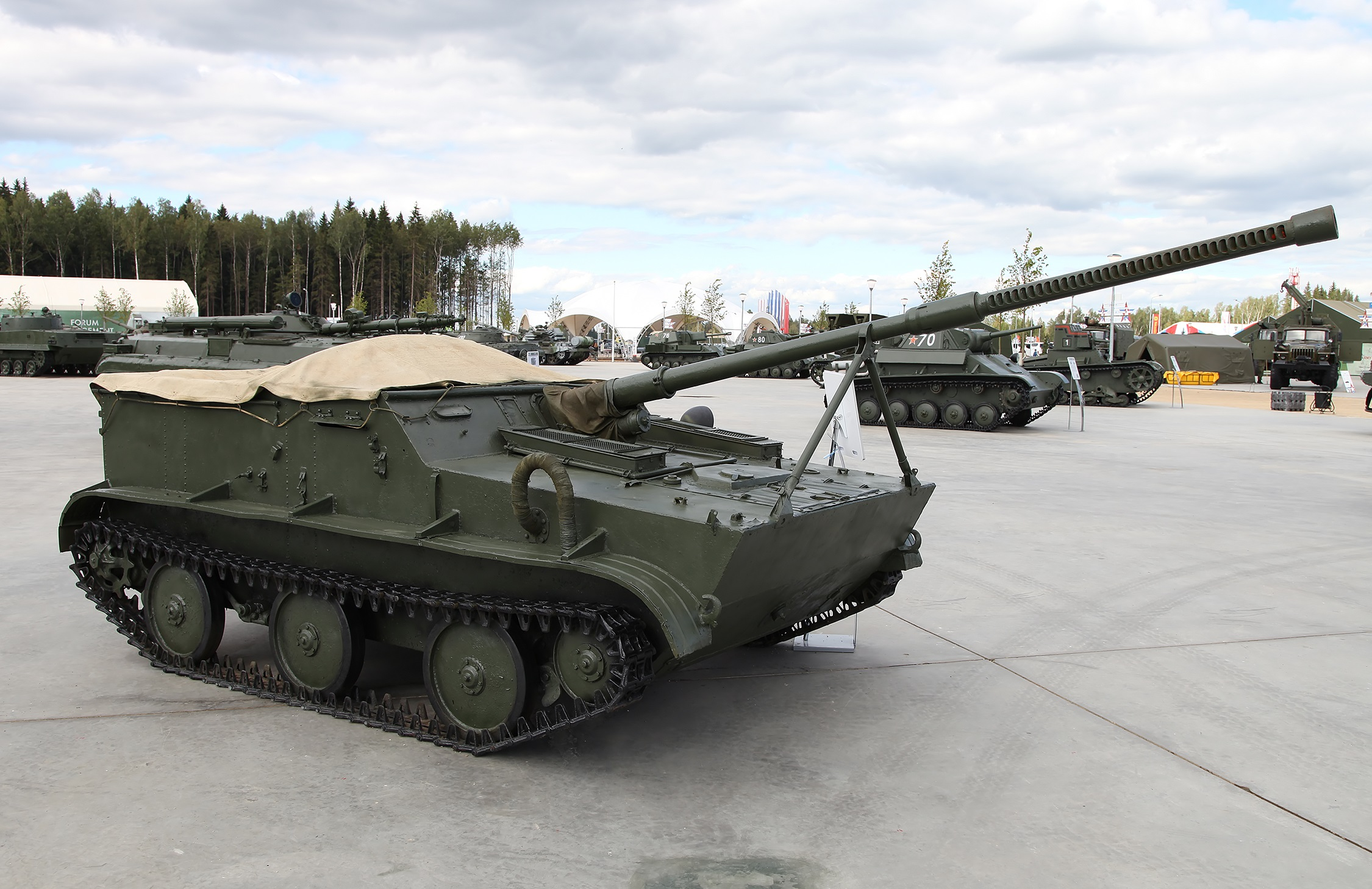
ASU-57P au Patriot Park.

- ASU-57KShM : Un nombre inconnu d'ASU-57 sont convertis en véhicules de commandement (russe : командно-штабная машина). Leur canon est enlevé et du matériel de communication supplémentaire est ajouté.
- BSU-11-57F or 2T2 : Des prototypes sont équipés de Canon sans recul B-11 de 107 mm.
- ASU-57P or Ob.574 or K-73 : À partir de 1951, le développement d'une variante amphibie (russe : плавающая) est lancé. Cette version a un châssis frontal redesigné. Alors que les 5 prototypes passent les tests avec succès, aucune production en série n'est lancée.

## Opérateurs

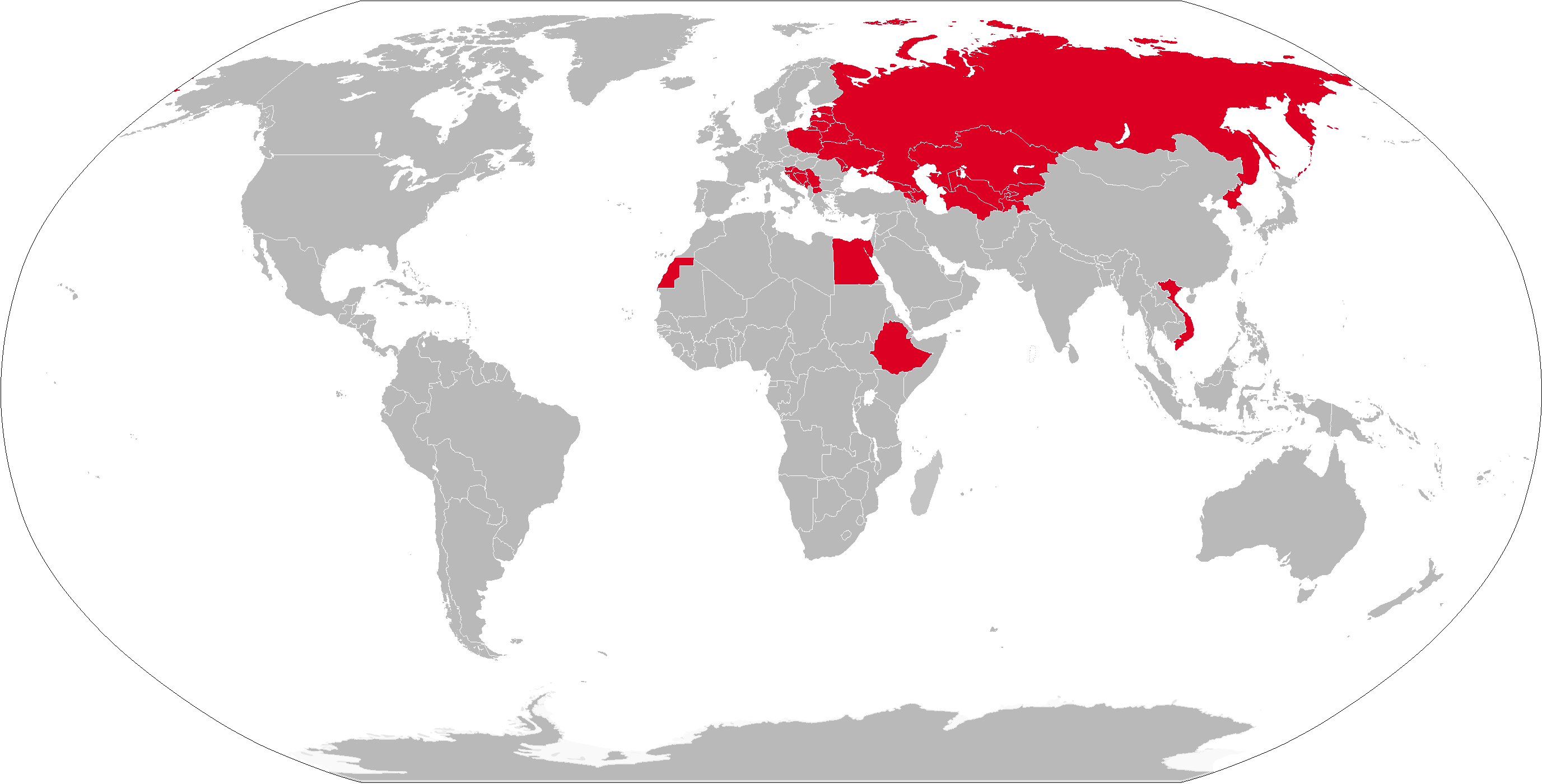
Carte des anciens utilisateurs de l'ASU-57 en rouge

- Allemagne de l'Est : 20 reçus d'occasion entre 1961 et 1962.
- Corée du Nord :  200 commandés en 1966 et reçus entre 1967 et 1968.
- République arabe unie (Égypte) :  25 reçus en 1965[3], ils furent utilisés durant la Guerre des Six Jours en 1967.
- Éthiopie : 35 reçus en 1977[3], durant la Guerre de l'Ogaden.
- Sahara occidental : Le Front Polisario reçoit un nombre inconnu d'ASU-57 de la Libye.
- Union soviétique

- Viêt Nam : 25 reçus en 1970[3].

- Yougoslavie : 25 reçus en 1965[3].